# Państwowe Zakłady Inżynierii
Państwowe Zakłady Inżynierii (w skrócie PZInż) – polskie przedsiębiorstwo utworzone 19 marca 1928 roku, na bazie Centralnych Warsztatów Samochodowych.

## Historia

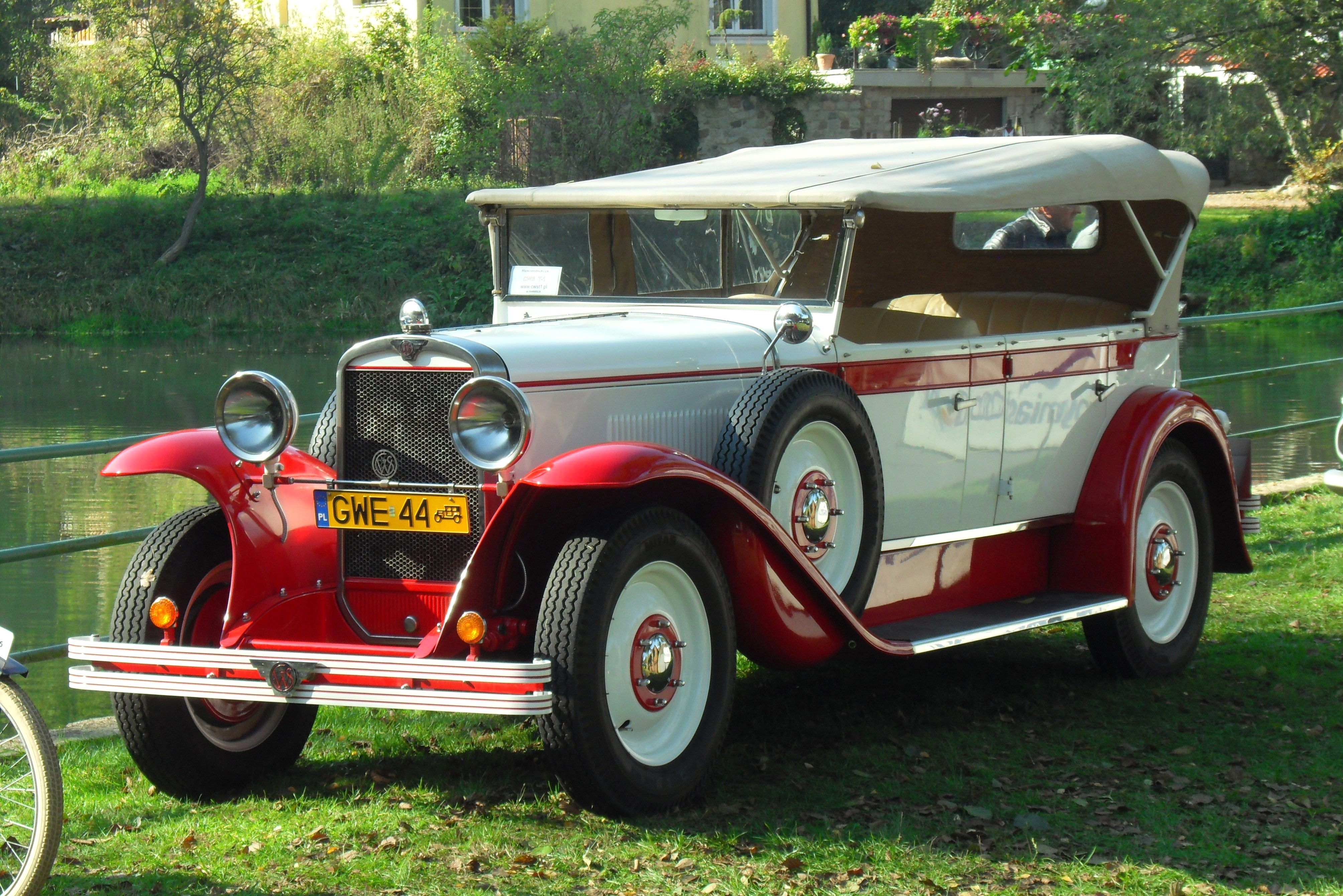
Replika CWS T-1 Torpedo

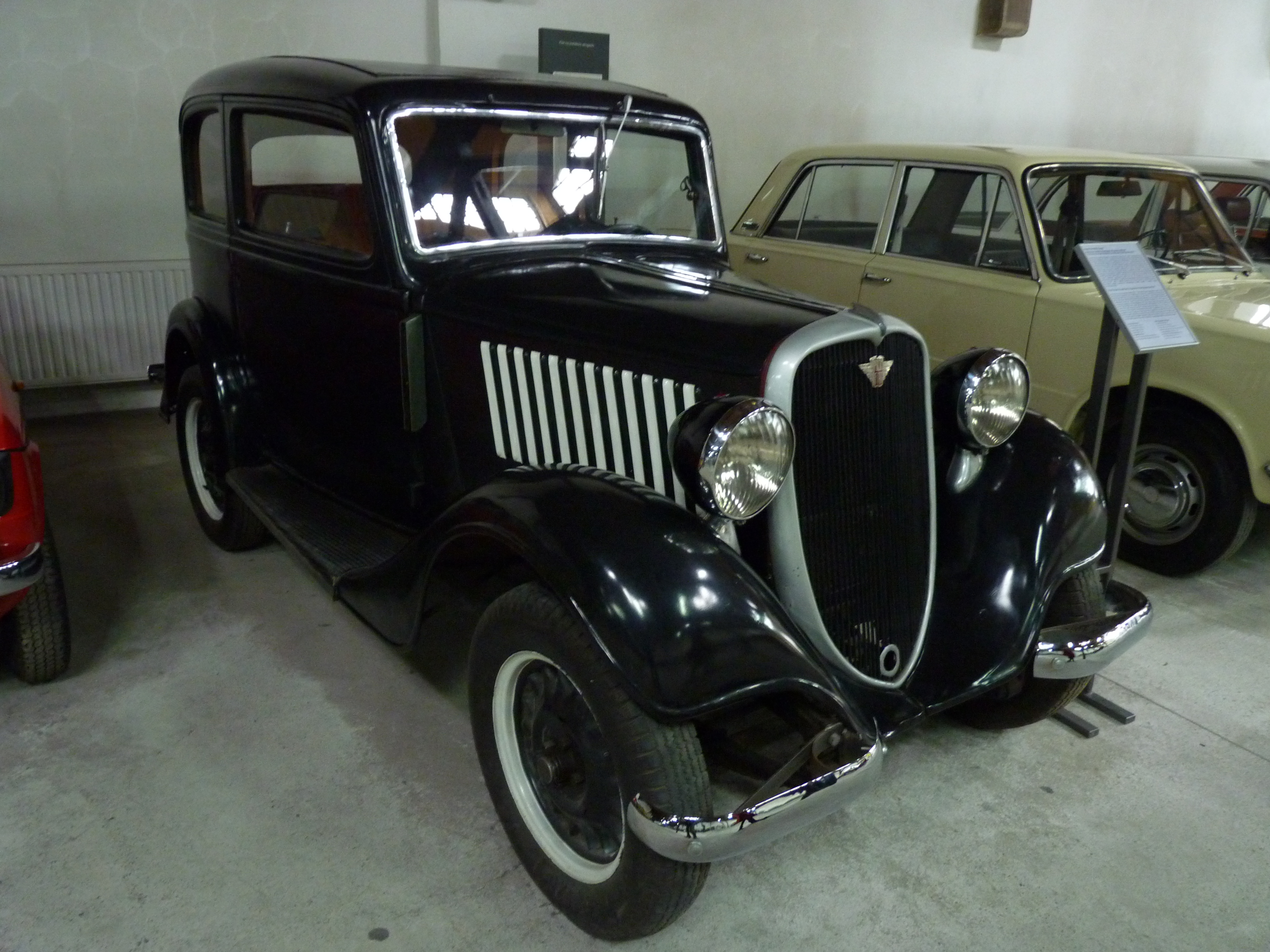
Polski Fiat 508 III Junak

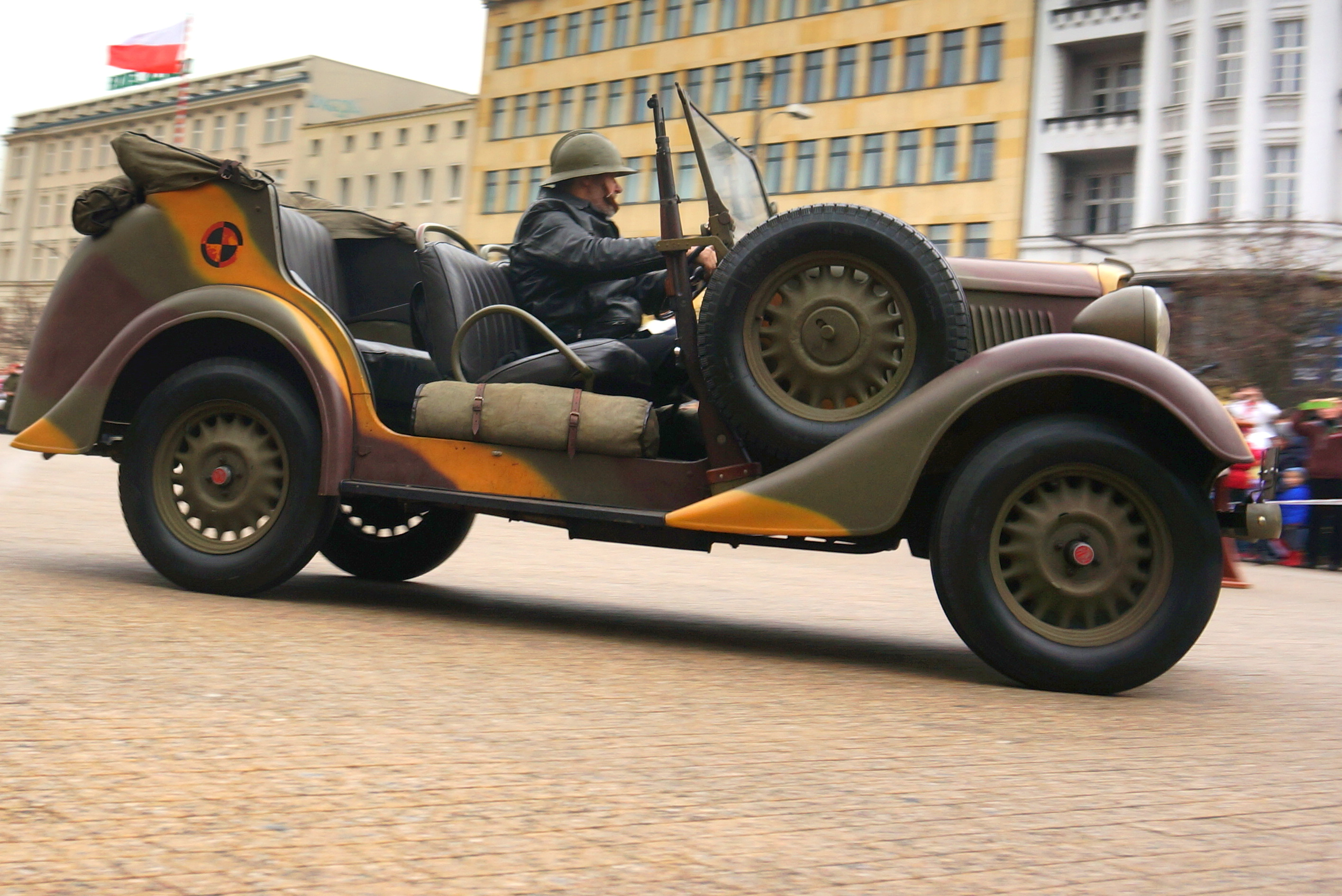
Polski Fiat 508 III/W Łazik

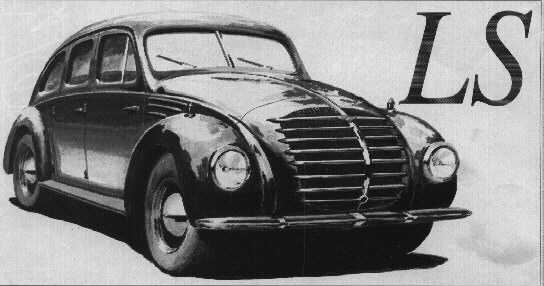
Prototyp PZInż 403 LS

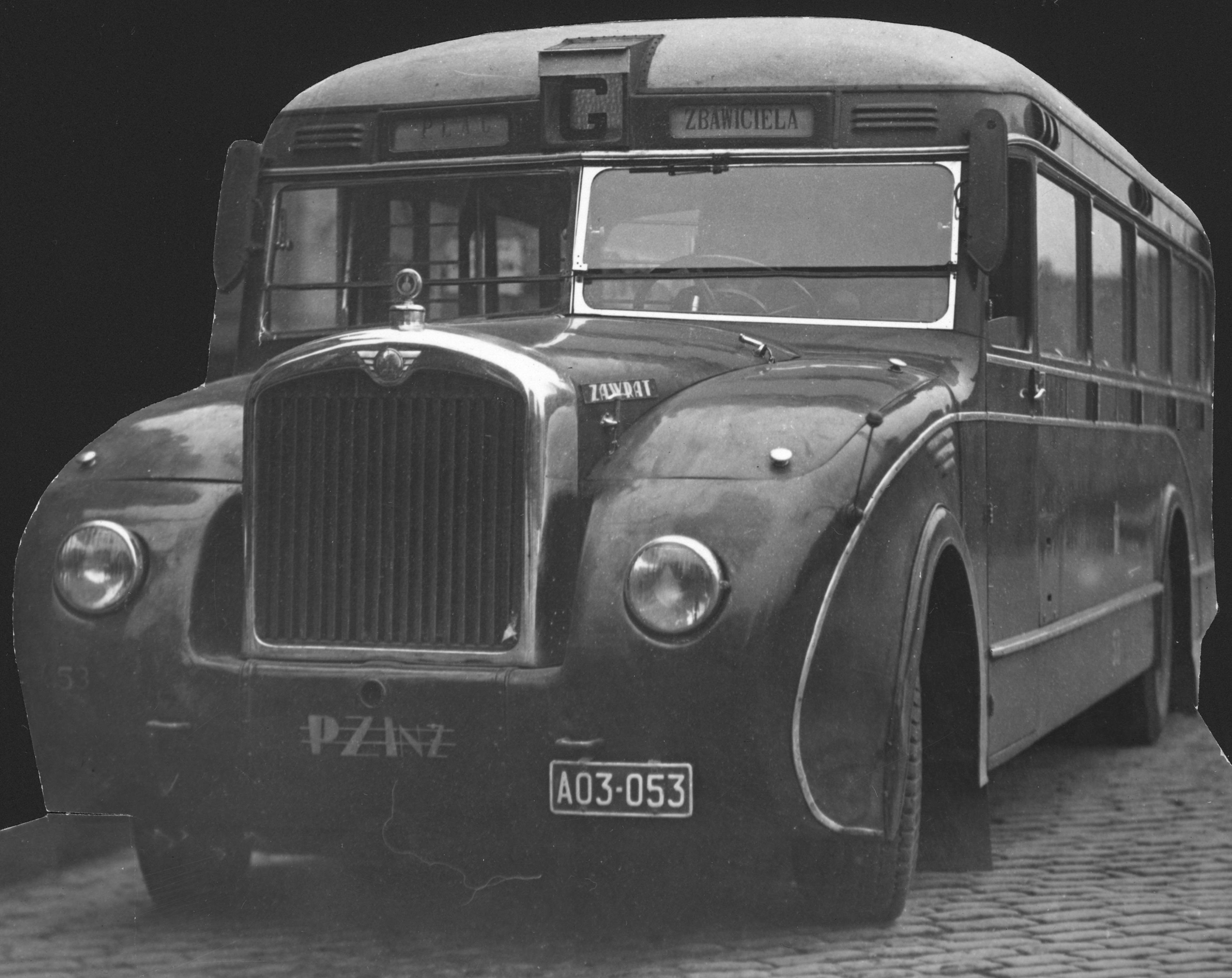
PZInż Zawrat

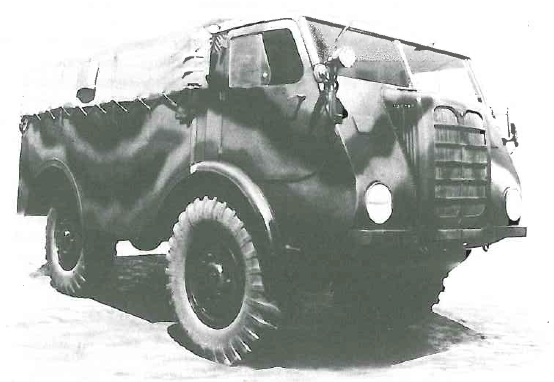
Prototyp PZInż 342

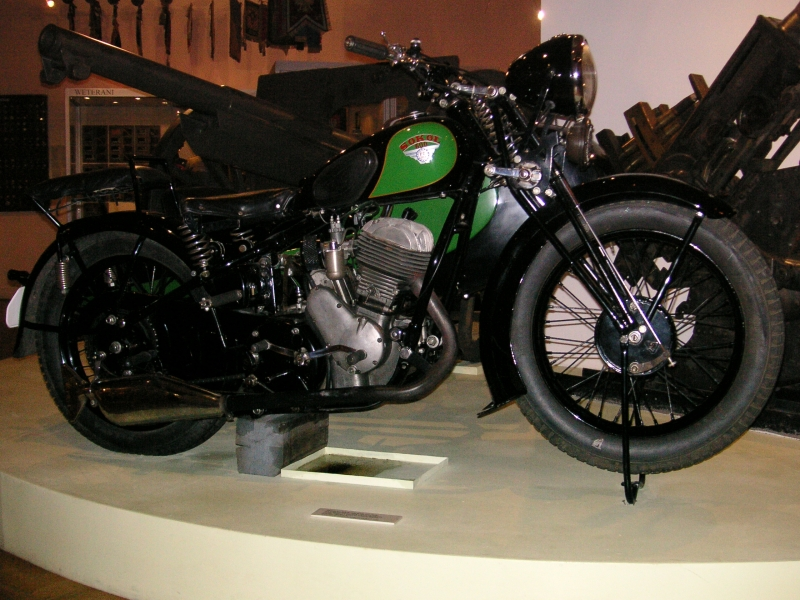
Sokół 600

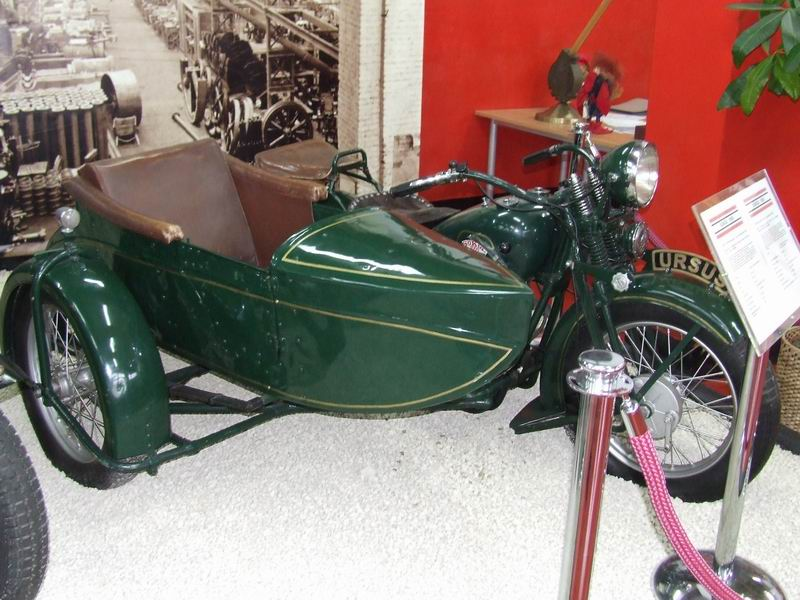
Ciężki motocykl Sokół 1000 z przyczepką z PZInż

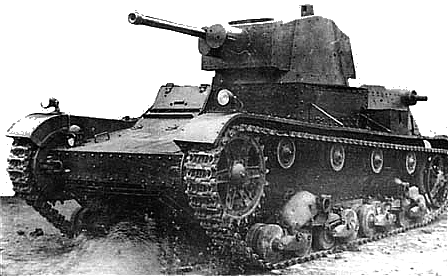
Lekki czołg 7TP z PZInż

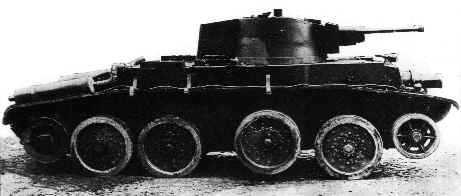
Prototyp czołgu 10TP z PZInż

Przedsiębiorstwa państwowe utworzone 19 marca 1928 r. przez ministra przemysłu i handlu, Eugeniusza Kwiatkowskiego, na bazie Centralnych Warsztatów Samochodowych (CWS), którego zadaniem, oprócz kontynuowania produkcji samochodów i motocykli na rynek cywilny, co czyniono w CWS, była produkcja na potrzeby Wojska Polskiego.
W 1930 roku przedsiębiorstwo Ursus ogłosiło bankructwo, po czym zostało upaństwowione i włączone do Państwowych Zakładów Inżynierii, w których jego głównym zadaniem była produkcja na potrzeby wojska.
PZInż. zachował markę CWS dla samochodów i Sokół dla motocykli. Dotychczasowa produkcja motocykli Sokół została utrzymana aż do wybuchu II wojny światowej, zaś produkcję samochodu CWS T-1 przerwano w 1931 roku.
Na mocy umowy licencyjnej, podpisanej 21 września 1932 roku z włoskim przedsiębiorstwem FIAT, rozpoczęto montaż, a później produkcję małego samochodu osobowego Fiata 508 Balilla. Do września 1939 roku wyprodukowano około 10 tys. sztuk tego pojazdu w różnych wersjach, m.in. dla wojska jako łazik.
W latach 1933–1934, na terenie PZlnż przy ul. Terespolskiej 34/36 (obecnie ul. Chodakowska) wybudowano nowoczesną fabrykę samochodów licencyjnych, znaną pod nazwą Fabryka Samochodów Osobowych i Półciężarowych.
W 1933 r. nastąpiła reorganizacja Państwowych Zakładów Inżynierii i od tego momentu składały się one z następujących jednostek organizacyjnych:
- Dyrekcja naczelna i Biuro Studiów w Warszawie
- F 1 – Fabryka Samochodów Ciężarowych Ursus w Ursusie
- F 2 – Fabryki Samochodów Osobowych i Półciężarowych w Warszawie
- F 3 – Fabryki Silników i Armatur Ursus w Warszawie
- F 4 – Odlewni Żeliwa i Metali Nieżelaznych w Ursusie
- F 5 – Stoczni w Modlinie (w latach 1934–1936 zbudowano dwa minowce morskie Rybitwa i Czajka)
- F 6 – Stacji Obsługi w Warszawie

Stanowiska dyrektora naczelnego PZInż sprawowali Kazimierz Meÿer (do 1934), inż. Adam Kręglewski (do 1936).
Podczas obrony Warszawy we wrześniu 1939 roku PZInż zostały zbombardowane, a w 1944 roku po zrabowaniu, a następnie wywiezieniu maszyn i urządzeń całkowicie zniszczone przez Niemców. Po wojnie na ich miejscu powstały m.in. Zakłady Wytwórcze Urządzeń Telefonicznych im. Komuny Paryskiej (ZWUT), później przejęte przez ARDO. Na tym terenie aktualnie swoją siedzibę ma m.in. Eltel Networks.

## Pracownicy PZInż
- Edward Ludwik Habich – od 1933 r. kierownik działu pojazdów specjalnych Biura Studiów PZInż.,

## Pojazdy produkowane i montowane w PZInż
- C2P – gąsienicowy ciągnik artyleryjski,
- C4P – półgąsienicowy ciągnik artyleryjski,
- C7P – gąsienicowy ciągnik artyleryjski,
- CWS T-1 (1927–1928 w CWS; 1928–1931 w PZInż) – samochód osobowy średniej wielkości,
- Polski Fiat 508 (1932–1939) – mały samochód osobowy,
- Polski Fiat 518 – samochód osobowy,
- Polski Fiat 524 – duży samochód osobowy,
- Polski Fiat 618 Grom (1937–1939) – samochód ciężarowy,
- Polski Fiat 621 (1935–1939) – samochód ciężarowy,
- Polski Fiat 621 C4P (1937) – ciągnik kołowo-gąsienicowy,
- PZInż 7TP – lekki czołg,
- PZInż 222 – samochód ciężarowy kołowo-gąsienicowy,
- PZInż 302 (znany też jako Fiat 508/518) (1937–1938) – samochód terenowy dla wojska,
- PZInż 603 (1939) – terenowy samochód ciężarowy,
- PZInż 703 – samochód ciężarowy,
- PZInż 713 – samochód ciężarowy,
- PZInż 723 – autobus,
- Sokół 200 (M 411) (1939) – motocykl popularny, powstało około 78 sztuk,
- Sokół 600 RT (M 211) (1935–1939) – motocykl turystyczny,
- Sokół 1000 (M 111) (1933–1939) – ciężki motocykl,
- Ursus Typ A (1928–1931) – samochód ciężarowy,
- Ursus wz.29 (1929–1931) – samochód pancerny,
- Ursus wz.34 (1933–1938) – lekki samochód pancerny,
- Zawrat – autobus produkowany na licencji Saurer w zakładach w Ursusie.

## Prototypy stworzone w PZInż
- PZInż 130 (1937) – pływający czołg rozpoznawczy,
- PZInż 140 (1937) – lekki czołg rozpoznawczy,
- PZInż 152 (1937) – ciągnik artyleryjski,
- PZInż 160 (1937) – lekkie działo samobieżne,
- PZInż 10 TP – czołg pościgowy,
- PZInż 202 (1938?) – ciągnik kołowo-gąsienicowy,
- PZInż 303 (1938) – samochód terenowy dla wojska,
- PZInż 312 (1937) – ciągnik kołowy,
- PZInż 322 – ciągnik kołowy,
- PZInż 342 (1938?) – kołowy ciągnik artyleryjski
- PZInż 343 (1938/1939) – kołowy ciągnik artyleryjski
- PZInż 403 Lux-Sport (1936) – prototyp siedmiomiejscowej limuzyny,
- Sokół 500 RS (M 311) (1935–1937) – motocykl sportowy,
- WM (1928) – prototyp małego samochodu osobowego, zaprojektowany przez inż. Władysława Mrajskiego.